# هجوم على تاسوكي
كان الهجوم على تاسوكي هجومًا إرهابیًا ضد إيران وقع في الساعة 21:00 يوم 16 مارس 2006 (بالتاريخ الشمسي: 25 اسفند 1384) في طريق مدينتي زابل- زاهدان بالقرب من مركز الشرطة. كان مرتكبو الجريمة أعضاء في التمرد الديني السياسي البلوشي یدعی جند الله. ترک الهجوم 22 قتلی و 7 تمّ أسرهم.

## جندالله
جند الله كانت حركة مسلحة بلوشية متمردة ناشطة فی إيران من 2004–2010. من خلال إعدام الزعيم، عبد الملك ريغي، تم تدمير جند الله. كانوا يعتقدون أنّهم قادرون على إقامة العدل لشعب بلوشستان باستخدام العنف. من عام 2006 إلى عام 2014، نظمت جند الله 25 هجومًا فی بلوشستان.

## حدث
يقع مركز الشرطة في تاسوكي بالقرب من الحدود الإيرانية / الأفغانية. نتيجة لوجود الجماعات الإرهابية والمهربين، قام عناصر الشرطة بتفتيش الحدود. فی 16 مارس 2006، قاد عبد الملك ریغی مجموعة من أتباعه يرتدون زي الشرطة. أغلقوا الطريق وتوقفوا السيارات فيه. قاموا بتقسيم الركاب إلى البلوش والشیعة والسنة وغيرهم. ثم أعدموا المسافرين الشيعة (باستثناء الأطفال والنساء).
قُتل 22 مواطناً (من بينهم طالب وعامل وموظف وجندي ومراسل ورجل أعمال). جرح ستة وأصيب سبعة رهائن. تم إطلاق سراح الرهائن بعد 200 يوم. خلال الهجوم، قتل مسؤولون حكوميون وأصيب حسن علي نوري، حاكم زاهدان.
وقال عبد المالك ريغي إن سبب الهجوم هو أنه لن يكون له أي علاقة بالسنة أو الشیعة حتی لم یعد الشعب البلوشي مهددًا من قبل الحكومة الإیرانیة. لكن ستة من البلوش من قبيلة نوتي زهی وشَه بخشی قتلوا علی ید قوات الأمن الإیرانیة. كان الهجوم على تاسوكي هو الانتقام لتلك الوفيات.

## رد فعل

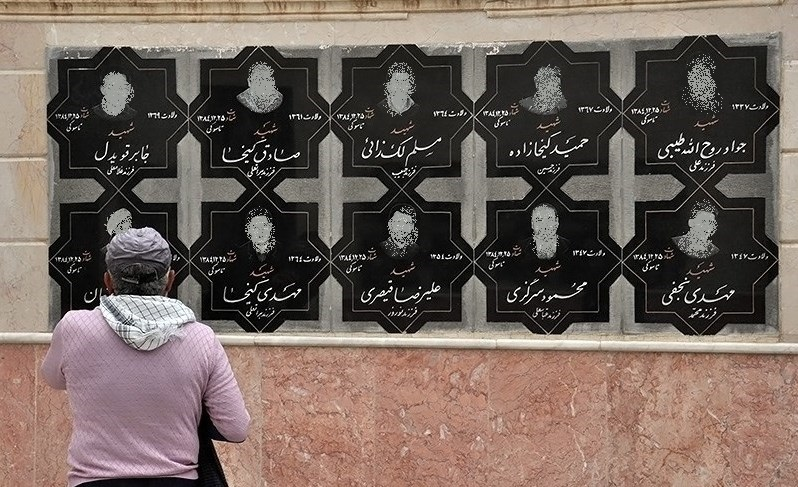
صور المواطنين الذين قتلوا خلال الهجوم على تاسوكي على لوحة تذكارية في منطقة تاسوكي

وصف المسؤولون الحكوميون الإيرانيون المهاجمين بـ«المتمردين» بدوافع سياسية. طلبت المجموعة من الحكومة الإيرانية الإفراج عن أعضاء جند الله من السجن. وزعم المسؤولون الإيرانيون أن المملكة المتحدة والولايات المتحدة دعمتا مجموعات جند الله. أنكرت المملكة المتحدة الاتهام. بعد الهجوم، اعتُقل الطالب رضا لكزايي رهينة لمدة 5 أشهر ووصف الهجوم في كتاب يدعى «تاسوكی، ذكريات الرهائن».